# Corval
Corval (também conhecida como São Pedro do Corval) é uma freguesia portuguesa do município de Reguengos de Monsaraz, com 96,41 km² de área e 1308 habitantes (censo de 2021). A sua densidade populacional é 13,6 hab./km².
É famosa pela sua cerâmica tradicional, designada por Olaria de S. Pedro do Corval.

## Demografia
A população registada nos censos foi:
| Distribuição da População por Grupos Etários | Distribuição da População por Grupos Etários | Distribuição da População por Grupos Etários | Distribuição da População por Grupos Etários | Distribuição da População por Grupos Etários |
| -------------------------------------------- | -------------------------------------------- | -------------------------------------------- | -------------------------------------------- | -------------------------------------------- |
| Ano                                          | 0-14 Anos                                    | 15-24 Anos                                   | 25-64 Anos                                   | > 65 Anos                                    |
| 2001                                         | 204                                          | 169                                          | 761                                          | 444                                          |
| 2011                                         | 157                                          | 132                                          | 666                                          | 434                                          |
| 2021                                         | 143                                          | 105                                          | 659                                          | 401                                          |

## Património
- Ermida de São Pedro ou Antiga Igreja Matriz de São Pedro ou Ermida de Nossa Senhora do Rosário
- Castelo de Azinhalinho
- Menir de Santa Margarida

## Outros locais de interesse
- Rocha dos Namorados
- Trilho de São Gregório Magno